# Puchar Polski w piłce nożnej (1967/1968)
Puchar Polski w piłce nożnej mężczyzn w sezonie 1967/1968 – 14. edycja rozgrywek, mających na celu wyłonienie zdobywcy Pucharu Polski, który uzyska tym samym prawo gry w Pucharze Zdobywców Pucharów w sezonie 1968/69. Zwycięzcą rozgrywek został Górnik Zabrze, dla którego był to drugi Puchar Polski w historii klubu. 
Mecz finałowy odbył się 26 czerwca 1968 na Stadionie Śląskim w Chorzowie.

## I runda
| Drużyna 1           | Wynik          | Drużyna 2          |
| ------------------- | -------------- | ------------------ |
| Górnik Czerwionka   | 6:1            | Hutnik Nowa Huta   |
| Baildon Katowice    | 2:1            | Górnik Wałbrzych   |
| Arkonia Szczecin    | 4:1            | Zawisza Bydgoszcz  |
| Wisła Płock         | 1:1 pd. k. 4:3 | Polonia Bydgoszcz  |
| Chrobry Głogów      | 0:3            | Unia Racibórz      |
| Odra II Opole       | 9:0            | Lotnik Wrocław     |
| Sokół Nisko         | 1:4            | Garbarnia Kraków   |
| BKS Bydgoszcz       | 0:1            | Olimpia Poznań     |
| Wawel Kraków        | 3:2            | Start Łódź         |
| Unia Oświęcim       | 0:1 pd.        | Zagłębie Wałbrzych |
| Bielawianka Bielawa | 1:2            | Victoria Jaworzno  |
| RKS Radomsko        | 1:2            | Górnik Wojkowice   |
| Darzbór Szczecinek  | 0:1            | Lech II Poznań     |
| Mazur Ełk           | 0:1            | Arka Gdynia        |
| Warmia II Olsztyn   | 2:1            | Lechia Gdańsk      |
| Avia Świdnik        | 1:0            | Stal Mielec        |
| Flota II Gdynia     | 3:3 pd. k. 4:1 | Warmia Olsztyn     |

## 1/16 finału
Do rywalizacji dołączyły zespoły z I ligi.
| Drużyna 1          | Wynik          | Drużyna 2          |
| ------------------ | -------------- | ------------------ |
| Baildon Katowice   | 2:1            | Wisła Kraków       |
| Górnik Wojkowice   | 0:2            | Cracovia           |
| Warmia II Olsztyn  | 0:5            | Legia Warszawa     |
| Górnik Czerwionka  | 0:4            | Odra Opole         |
| Odra II Opole      | 1:0            | Polonia Bytom      |
| Polonia Bydgoszcz  | 2:1 pd.        | Gwardia Warszawa   |
| Avia Świdnik       | 1:1 pd. k. 4:3 | Stal Rzeszów       |
| Lech II Poznań     | 1:1 pd. k. 4:3 | Śląsk Wrocław      |
| Garbarnia Kraków   | 1:2            | Ruch Chorzów       |
| Olimpia Poznań     | 0:1            | ŁKS Łódź           |
| Victoria Jaworzno  | 1:2            | Zagłębie Sosnowiec |
| Unia Racibórz      | 3:2            | Szombierki Bytom   |
| Zagłębie Wałbrzych | 0:2            | GKS Katowice       |
| Arkonia Szczecin   | 0:2            | Pogoń Szczecin     |
| Flota II Gdynia    | 0:1            | Arka Gdynia        |
| Wawel Kraków       | 0:5            | Górnik Zabrze      |

## 1/8 finału
| Drużyna 1          | Wynik            | Drużyna 2      |
| ------------------ | ---------------- | -------------- |
| Odra II Opole      | 1:2              | Arka Gdynia    |
| Avia Świdnik       | 1:1 pd. k. 2:3   | Lech II Poznań |
| Cracovia           | 0:3              | Ruch Chorzów   |
| Zagłębie Sosnowiec | 3:1              | Odra Opole     |
| Baildon Katowice   | 5:2              | Unia Racibórz  |
| ŁKS Łódź           | 1:4              | Górnik Zabrze  |
| GKS Katowice       | 0:0 pd. k. 11:10 | Legia Warszawa |
| Polonia Bydgoszcz  | 3:0              | Pogoń Szczecin |

## Ćwierćfinały
| Drużyna 1         | Wynik          | Drużyna 2          |
| ----------------- | -------------- | ------------------ |
| Górnik Zabrze     | 1:0            | Zagłębie Sosnowiec |
| Lech II Poznań    | 0:0 pd. k. 5:3 | GKS Katowice       |
| Baildon Katowice  | 2:0            | Arka Gdynia        |
| Polonia Bydgoszcz | 0:3            | Ruch Chorzów       |

## Półfinały
| Drużyna 1      | Wynik | Drużyna 2        |
| -------------- | ----- | ---------------- |
| Ruch Chorzów   | 7:1   | Baildon Katowice |
| Lech II Poznań | 0:2   | Górnik Zabrze    |

## Finał
Spotkanie finałowe odbyło się 26 czerwca 1968 na Stadionie Śląskim w Chorzowie. Frekwencja na stadionie wyniosła 6 000 widzów. Mecz sędziował Jan Łazowski z Warszawy. Mecz zakończył się zwycięstwem Górnika Zabrze 3:0 po bramkach Włodzimierza Lubańskiego w 30., 70. i 85. minucie. 
| 26 czerwca 1968 | Górnik Zabrze · Lubański 30', 70', 85' | 3:01:0Raport | Ruch Chorzów | Stadion Śląski, Chorzów Widzów: 6 000 Sędzia: Jan Łazowski (Warszawa) |
|                 |                                        |              |              |                                                                       |

| GÓRNIK ZABRZE |  |                      |
|               |  |                      |
|               |  |                      |
| BR            |  | Jan Gomola           |
| OB            |  | Rainer Kuchta        |
| OB            |  | Stanisław Oślizło    |
| OB            |  | Henryk Latocha       |
| OB            |  | Stefan Florenski     |
| PO            |  | Alojzy Deja          |
| PO            |  | Erwin Wilczek        |
| PO            |  | Alfred Olek          |
| NA            |  | Zygfryd Szołtysik    |
| NA            |  | Włodzimierz Lubański |
| NA            |  | Jerzy Musiałek       |
| Trener:       |  |                      |
| Géza Kalocsay |  |                      |

| RUCH CHORZÓW     |  |                    |  |     |
|                  |  |                    |  |     |
| BR               |  | Henryk Pietrek     |  |     |
| OB               |  | Antoni Piechniczek |  |     |
| OB               |  | Józef Janduda      |  |     |
| OB               |  | Bernard Bem        |  |     |
| OB               |  | Jan Rudnow         |  |     |
| PO               |  | Zygmunt Maszczyk   |  | 46' |
| PO               |  | Bronisław Bula     |  |     |
| PO               |  | Józef Bon          |  |     |
| NA               |  | Józef Gomoluch     |  |     |
| NA               |  | Edward Herman      |  |     |
| NA               |  | Eugeniusz Faber    |  |     |
| Rezerwowi:       |  |                    |  |     |
| PO               |  | Eugeniusz Kulik    |  | 46' |
| Trener:          |  |                    |  |     |
| Teodor Wieczorek |  |                    |  |     |

| Puchar Polski (1967/68)   |
| ------------------------- |
| Górnik Zabrze Drugi Tytuł |